# Patania paleacalis
Patania paleacalis is een vlinder uit de familie van de grasmotten (Crambidae). De wetenschappelijke naam van deze soort is voor het eerst gepubliceerd in 1854 door Achille Guenée.
De soort komt voor in Zuid-Afrika en Israël.